# Litteraturåret 1938

## Priser och utmärkelser
- Nobelpriset – Pearl S. Buck, USA[1]
- De Nios Stora Pris – Harry Martinson

## Nya böcker

### A – G
- Das abenteuerliche Herz av Ernst Jünger
- Brighton Rock av Graham Greene
- Den långa dalen av John Steinbeck
- Det enkla och det svåra av Harry Martinson
- Det slutna rummet av Carter Dickson
- Det var en tjusande idyll (Petreussviten) av Gustaf Hellström
- Döden till mötes av Agatha Christie
- Evighetens gäster av Julien Gracq

### H – N
- Henrik IV:s fulländning av Heinrich Mann
- Kyrkbröllop av Moa Martinson
- Köp den blindes sång av Gunnar Ekelöf
- Lovsång av Ayn Rand
- Man bygger ett hus av Rudolf Värnlund
- Midsommardalen av Harry Martinson
- Nattövning av Eyvind Johnson

### O - U
- Tidig tvekan av Mirjam Tuominen (debut)
- U.S.A. av John Dos Passos

### V – Ö
- Äcklet av Jean-Paul Sartre (debut)
- Äran och hjältarna av Jan Fridegård
- Ödemarksprästen av Harald Hornborg

## Födda
- 2 januari – Hans Herbjørnsrud, norsk författare.
- 6 februari – Torsten Ekbom, svensk författare, kritiker och översättare.
- 8 mars – Leif Silbersky, svensk advokat och författare.
- 12 mars – Theodor Kallifatides, grekisk-svensk författare.
- 15 mars – Þorsteinn frá Hamri, isländsk författare
- 2 april – John Larsson, brittisk författare, Frälsningsarméns ledare 2002–06.
- 4 april – Anderz Harning, svensk samhällsdebattör, journalist, litteraturkritiker och författare.
- 27 april – Björn Berglund, svensk författare.
- 30 april – Larry Niven, amerikansk science fiction-författare.
- 15 juni – Synnöve Clason, svensk litteraturvetare.
- 16 juni – Torgny Lindgren, svensk författare, ledamot av Svenska Akademien.
- 18 juni – Bo Holmström, svensk TV-reporter, debattör och författare.
- 13 juli – Carl Johan De Geer, svensk friherre, konstnär, författare, filmskapare, musiker, designer, kulturjournalist, fotograf och scenograf.
- 19 juli – Tom Raworth, brittisk poet.
- 21 juli – Erik Bengtson, svensk författare.
- 27 juli – Christina Björk, svensk författare.
- 4 augusti – Staffan Seeberg, svensk författare.
- 25 augusti – Frederick Forsyth, brittisk författare.
- 1 september – Gunnar Balgård, svensk författare, kulturjournalist och översättare.
- 27 september – Jean-Loup Dabadie, fransk författare.
- 4 oktober – Per Odensten, svensk författare.
- 20 oktober – Carl-Johan Seth, svensk skådespelare, regissör och författare.
- 22 oktober – Anita Wikman, finländsk poet och prosaförfattare.
- 8 november – Urban Andersson, svensk poet och översättare.
- 27 november – Klaus Høeck, dansk poet.
- 25 december – Bengt af Klintberg, svensk etnolog, folklorist, författare och konstnär.
- 31 december – Eva B. Magnusson, svensk poet.

## Avlidna
- 18 februari – Leopoldo Lugones, 63, argentinsk poet och prosaförfattare.
- 23 april – Anna Maria Roos, 76, svensk lärare, författare, och sångtextförfattare.
- 25 december – Karel Čapek, 48, tjeckisk författare.

### Fotnoter
1. ↑  ”Nobelpriset i litteratur”. https://www.nobelprize.org/prizes/lists/all-nobel-prizes-in-literature/. Läst 20 mars 2011.